# Nicolas Jann
Nicolas Jann (* 21. März 1992 in Wangen im Allgäu) ist ein deutscher Fußballspieler.

## Sportlicher Werdegang
Jann begann beim ASV Wangen mit dem Fußballspielen. Nach 7 Jahren wechselte er zum FC Wangen 05, wo er seine komplette restliche Jugend ausgebildet wird.
Bei den Herren spielte Jann erstmal für den FC Isny. Nach nur einem Jahr entscheidet er sich, wieder zurück zum FC Wangen 05 zu wechseln. Zwei Jahre später wagte Jann den Schritt zum fünftklassigen BW-Oberligisten FV Ravensburg. Weitere zwei Jahre später ging es für ihn zum Bayern-Regionalligisten FV Illertissen in die vierthöchste Spielklasse.
Im Sommer 2018 wechselte Jann zum SSV Ulm 1846 in die Regionalliga Südwest. In den folgenden Jahren half er dabei, die zwei Jahre zuvor aus der Oberliga Baden-Württemberg aufgestiegenen „Spatzen“ im vorderen Tabellendrittel zu etablieren. Im WFV-Pokal 2018/19 gewann er zudem mit der Mannschaft seinen ersten Titel, der zur Qualifikation für den DFB-Pokal 2019/20 führte. In der aufgrund der Auswirkungen der COVID-19-Pandemie in Deutschland vorzeitig abgebrochenen Spielzeit 2019/20 etablierte er sich endgültig im Kreis der Stammspieler, so dass er auch beim im WFV-Pokal 2019/20 erneut erreichten Endspiel in der Startformation stand und nach einem 3:0-Finalerfolg über die TSG Balingen abermals den Titel gewann. In der Spielzeit 2020/21 spielte er mit dem Klub zeitweise um den Aufstieg, letztlich reichte es zum vierten Tabellenplatz. Im Finale um den WFV-Pokal 2020/21 kam er bei der Neuauflage gegen die TSG Balingen als Einwechselspieler für Vinko Šapina zum Zug, mit einem erneuten 3:0-Sieg holte er den dritten und der schwäbische Verein den vierten Pokalsieg in Serie. Vor der Spielzeit 2021/22 übernahm Thomas Wörle das Traineramt, unter ihm bestritt Jann 33 Saisonspiele und gehörte mit neun Saisontoren vereinsintern zu den besten Torschützen. Hinter der SV Elversberg wurde die Mannschaft Vizemeister und nach einer Endspielniederlage im Elfmeterschießen – Jann verwandelte dabei den ersten Strafstoß der Ulmer – gegen die Stuttgarter Kickers im WFV-Pokal 2021/22 Vize-Pokalsieger.
Am Ende der Spielzeit 2022/23 wurde Jann mit dem SSV Ulm Meister in der Regionalliga Südwest, damit stieg er mit der Mannschaft in die 3. Liga auf. Zwar gehörte er nach seinem Profidebüt am 1. Spieltag der Saison 2023/24 gegen den 1. FC Saarbrücken im Verlauf der Spielzeit zum erweiterten Stammspielerkreis und bestritt alle Saisonspiele, er stand jedoch lediglich bei elf seiner 38 Saisoneinsätze in der Startformation. Mit einer Serie von 18 ungeschlagenen Spielen am Saisonende überflügelten die „Spatzen“ die Konkurrenz und wurden vor Mitaufsteiger Preußen Münster Drittligameister. Nach dem Aufstieg in die 2. Bundesliga wurde sein Vertrag in Ulm nicht verlängert.
Nachdem Jann zeitweise vereinslos gewesen war, schloss der 32-jährige Offensivspieler sich am 10. September 2024 wieder dem Oberligisten FV Ravensburg an.

## Erfolge
- Meister Regionalliga Süd und Aufstieg 3. Liga: 2023
- Meister 3. Liga und Aufstieg 2. Bundesliga: 2024
- WFV-Pokal-Sieger: 2019, 2020, 2021